# 自閉式水龍頭
自閉式水龍頭是利用油壓方式，利用內部的彈簧與阻尼套件，讓出水在一定時間內停止的水龍頭。時間長短可藉由調節阻尼而改變。環保標章規定本龍頭一次給水不能超過一公升，出水時間則為4～6秒。而每分鐘最大流量不能高於九公升，但也不能低於一公升。通常是公共用水龍頭採用。

## 腳註參考
1. ↑  （繁體中文）. 台灣自來水公司.   [2008-01-02]. （原始内容存档于2006-10-04）.

## 連結
- 節約用水資訊網